# 定量的研究

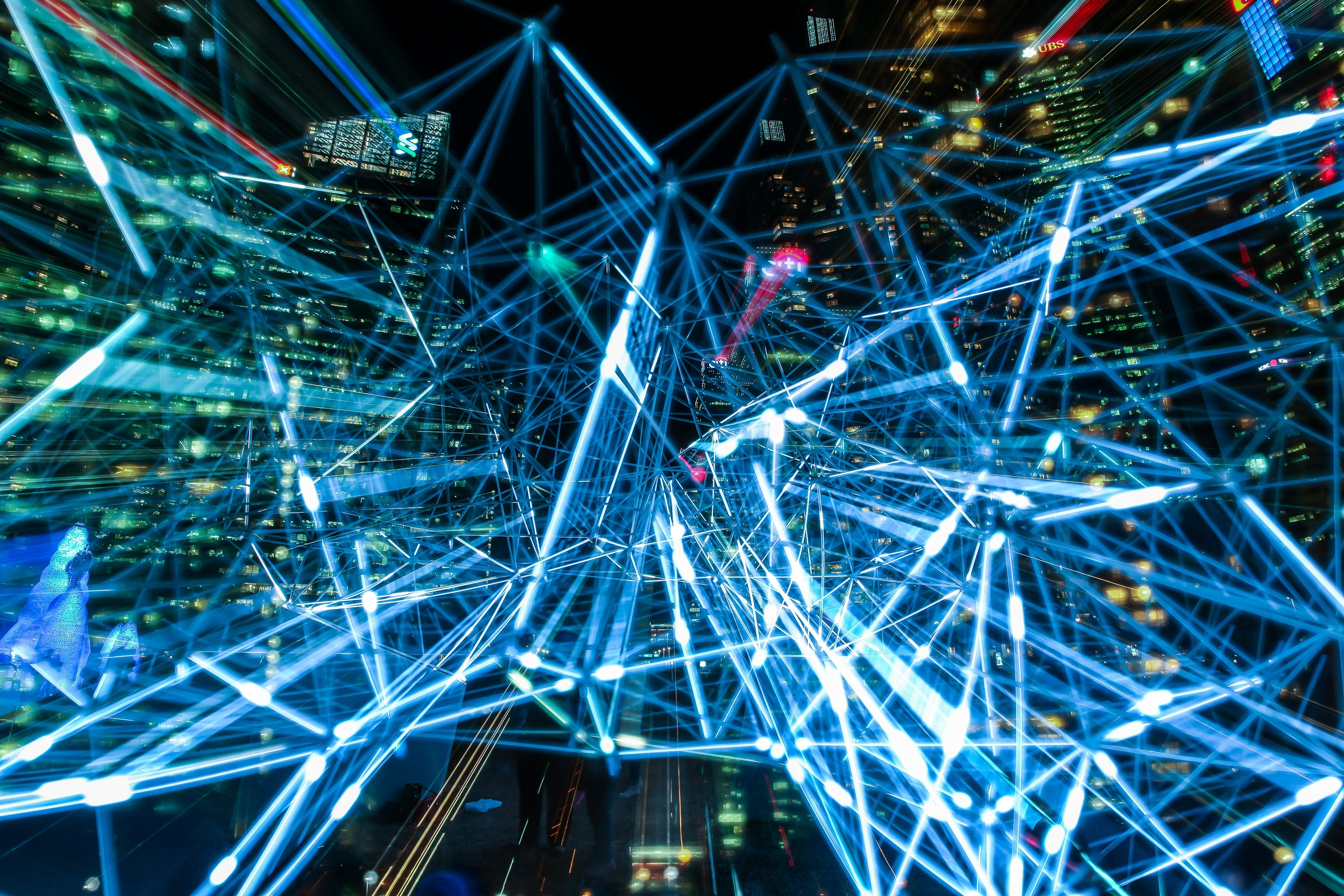
青い光のつながりで描画したデータネットワークやビッグデータのイメージ。

定量的研究（ていりょうてきけんきゅう、英: quantitative research）とは、データの収集と分析を数値化して行うことに焦点を当てた研究戦略である。経験主義や実証主義の哲学に基づいており、理論を検証することに重点を置いた演繹的アプローチから形成されている。対象の質的な側面に注目した定性的研究の対義語。
この研究戦略では、観察可能な現象の関係を検証し理解するために客観的な実証研究を促進し、自然科学、応用科学、形式科学、社会科学に関連している。定量的研究は、さまざまな定量化の方法や技術によって行われ、さまざまな学問分野にわたって研究戦略として幅広く利用されて影響を及ぼしている。
定量的研究の目的は、現象に関する数学的モデル、科学理論、および仮説を開発し、採用することである。測定のプロセスは定量的研究の中心で、経験的な観測と定量的な関係の数学的表現との間の根底にある繋がりを提供する。
定量的データ（英: quantitative data）とは、統計量やパーセンテージなどの数値形式のデータのことである。研究者は、統計学の助けを借りてデータを分析し、その数字がより大きな母集団に一般化できるような偏りのない結果をもたらすことを期待している。一方、定性的研究は、特定の経験を深く掘り下げ、テキスト、物語、または視覚的なデータを通じてその関係者だけの主題を開発し、意味を記述・探究することを意図している。
定量的研究は、心理学、経済学、人口統計学、社会学、マーケティング、公衆衛生、健康や人間の発達、ジェンダー研究、および政治学などで広く用いられており、人類学や歴史学ではあまり利用されていない。物理学などの数理科学における研究も（この用語の使用は文脈によって異なるが）定義上は「定量的」である。社会科学では、この用語は、哲学的実証主義や統計史の両方に由来する実験的方法に関連しており、定性的研究方法とは対照的である。
定性的研究では、調査した特定のケースに関する情報のみ得られ、より一般的な結論は仮説にすぎない。そのような仮説のどれが正しいかを検証するために定量的方法を用いることができる。1935年から2005年の間にアメリカの社会学ジャーナルの上位2誌に掲載された1,274の論文を包括的に分析した結果、これらの論文のおよそ2/3が定量的な方法を用いていることがわかった。

## 概要
定量的研究は、一般的に「科学的方法」の考えと密接に関連しており、次のような例をあげられる。
- モデル、理論、仮説の作成
- 測定のための機器や方法の開発
- 変数の実験的制御と操作
- 経験的データの収集
- データのモデリングと分析

定量的研究はしばしば定性的研究と対比される。後者は数学的モデルを用いない方法で、現象や主体の種類の分類を含め、根底にある意味や関係のパターンを発見することに焦点を当てることを目的とする。定量的心理学での取り組みは、エルンスト・ハインリヒ・ヴェーバーの研究に基づいたグスタフ・フェヒナーによる心理物理学の研究が最初であり、自然科学における定量的アプローチを手本にモデル化された。一科学的調査は一般に質的側面と量的側面に分けられるが、両者は密接に関連していると言われている。たとえば、トーマス・クーンは、科学史の分析に基づいて「物理科学において実りある定量化を行うためには、通常、大量の定性的な作業が必要であった」と結論づけている。定性的研究は、現象に対する一般的な感覚を得て、その上に定量的研究を用いて検証できる理論を形成するためによく用いられる。たとえば、社会科学の分野では、（被験者の音声応答から）志向性や意味（なぜこの人・グループが何かを言ったのか、それは彼らにとって何を意味したのか）などをより深く理解するために、定性的研究法がしばしば行われる（Kieron Yeoman）。
人々が事象や物を数えて記録をし始めて以来、定量的な調査は存在していたが、現代の定量的プロセスの考え方は、オーギュスト・コントの実証主義の枠組みにまでさかのぼる。実証主義とは「何が、どこで、なぜ、どのように、いつ起こるか」を説明し予測する仮説を実証的に検証するために、観察による科学的方法を用いることに重点を置くものであった。コントのような実証主義の学者は、人間の行動に対して、これまでの精神的な説明ではなく、科学的な方法のみが進歩の可能性があると信じていた。
定量的方法は、データ・パーコレーションの方法論によって育まれた5つの分析視点で不可欠な要素である。そこに含まれるものは、定性的方法、文献のレビュー（学術的なものを含む）、専門家へのインタビュー、コンピュータシミュレーション、拡張されたデータ－・トライアンギュレーションの形成である。
定量的方法には限界がある。これらの研究は被験者の回答の背後にある根拠を説明しておらず、また過小評価グループに触れないことがしばしばあり、データを収集するために長期間にわたる場合がある。

## 統計学の利用
統計学は、自然科学以外の定量的研究で最も広く使われている数学の一分野であり、統計力学など自然科学の分野でも応用されている。統計的手法は、経済学、社会科学、生物学などの分野で幅広く利用されている。統計的手法を用いた定量的研究は、仮説や理論に基づき、データ収集から始まる。通常は、大規模な標本データが収集された後、分析が行われる前に検証、妥当性確認、記録が必要となる。この目的のため一般に、SPSSやRなどのソフトウェアパッケージが用いられる。因果関係の調査は、実験結果に関連する他の変数を制御しながら、関心のある現象に影響を与えると考えられる因子を操作することによって行われる。たとえば健康の分野では、研究者は、運動などの他の重要な変数を制御しながら、食事摂取量と体重減少などの測定可能な生理学的効果との関係を測定し研究することが可能である。定量的な意見調査はメディアで広く使用されており、ある立場を支持する回答者の割合などの統計が日常報道されている。意見調査の分野では、回答者に構造化された一連の質問をし、その回答を集計する。気候科学の分野で、研究者は気温や二酸化炭素の大気中濃度などの統計を集めて比較する。
また、一般線形モデル、非線形モデル、または因子分析を用いて経験的な関係や関連性の研究もよく行われる。定量的研究の基本原則によれば、相関関係は因果関係を意味しないとされているが、クライヴ・グレンジャーのように、一連の相関関係は因果関係の程度を示唆しうると提案するものもいる。この原則は、共分散がある程度認められる変数の間には、常に疑似相関が存在する可能性があるという事実に基づく。統計学の方法を用いて、連続変数とカテゴリ変数の任意の組み合わせの間で関連性を調べることができる。

## 測定
定量的的研究における測定の役割については見解が分かれている。測定は、因果関係や関連性を調べるために、観察結果を数値で表現する手段に過ぎないとしばしば見なさる。しかし、定量的研究において、測定はより重要な役割を果たすことが多いと主張されている。たとえば、クーンは「定量的研究の範囲内で、示された結果が見慣れないものであることを証明することができる」と主張した。なぜなら、定量的なデータの結果に基づく理論を受け入れることは、これが自然現象であることを証明する可能性を持っているからである。次に示すように、彼は「このような異常は、データを取得する過程で見られると興味深い。」と主張した。
理論から外れた測定値は単なる数値になりがちであり、その中立性ゆえに改善策の示唆を得る源としては特に不毛なものとなる。しかし数値はどんな定性的な手法にも真似できない権威や技巧をもって理論からの逸脱を記録し、その逸脱はしばしば探究を開始するのに十分である。（Kuhn, 1961, p. 180）
古典物理学では、測定の基礎となる理論や定義は、本質的に決定論的である。これに対し、社会科学の分野では、ラッシュモデルや項目応答理論モデルとして知られる確率的な測定モデルが一般的に採用されている。計量心理学は、社会的および心理的属性や現象を測定するための理論と技術に関する学問分野である。この分野は、社会科学の分野で行われる多くの定量的研究の中心である。
定量的研究では、直接測定することができない他の数量の代用として、プロキシ (proxy)を使用することがある。たとえば、樹木の年輪幅は、成長期の暖かさや降雨量など、周囲の環境条件を示す信頼できる代理指標と考えられる。科学者は過去の気温を直接測定することはできないが、年輪幅やその他の気候指標を使用して、紀元1000年までの北半球における平均気温の半定量的な記録を提供することができる。この方法で使用した場合、プロキシ記録（たとえば年輪幅）は元の記録からわずかな変動のみしか復元できない。短期的変動と長期的変動のどちらを明らかにするかを含め、どの程度の変動を把握するかを決定するために（たとえば、機器記録の期間中に）プロキシを較正することがある。年輪幅の場合、場所や生物種の異なりによって、たとえば降雨量や気温に対して敏感あるいは鈍感なこともある。気温の記録を復元する場合、目的の変数とよく相関するプロキシを選択するにはかなりの熟練が要求される。

## 定性的方法との関係
自然科学や生物科学の分野では、定量的方法と定性的方法のどちらを使うかは議論の余地がなく、それぞれは適切な場合に用いられる。しかし社会科学の分野、特に社会学、社会人類学、心理学では、どちらか一方または他の方法を用いるかによって論争が行われ、特定の学派が一方の方法を支持し他方を軽蔑するというイデオロギーを形成することさえある。しかし、社会科学の歴史を通じてみれば、両方の方法を組み合わせて使う「いいとこ取り」の取り組みが主流であった。定量的方法によって得られた結論の意味を理解するために、定性的方法が使われることがある。定量的方法を用いることで、定性的な考えに正確さと検証可能な表現を与えることができる。このように定量的データと定性的データを組み合わせて収集する方法は、しばしば混合研究法と呼ばれている。

## 事例
- 地球の大気を構成する全元素のパーセンテージ量から構成される研究
- ある医師の待合室で、平均的な患者が診察を受けるまでに2時間待たなければならないと結論付けた調査
- グループxは2錠/日のアスピリンを、グループyは2錠/日のプラセボを投与し、各被験者をどちらかのグループに無作為に割り当てた実験。薬剤の量、成分の割合、待機時間などの数値的な要因によって、状況や結果が定量的になる。
- 金融の分野では、証券市場に関する定量的研究によって、定量的ヘッジファンドや取引戦略指標（英語版）に見られるように、複雑な取引の価格を決定するモデルの開発や、投資仮説を活用したアルゴリズムの開発が行われている[15]。